# 蒔田定則
蒔田 定則（まいた さだのり、生年不詳 - 元禄6年11月20日（1693年12月16日））は江戸時代の旗本。別名は定成。通称は八十郎、三左衛門、八郎左衛門。
蒔田定正の次男。母は戸田尊次の娘。妻は川窪信雄の娘、稲葉通照の娘。子に蒔田定直、娘（朝倉景宣妻）、養女（朝倉景宣娘、渡辺輝妻）らがいる。
寛永18年（1641年）11月22日、父の遺領から相模国大住郡・甲斐国山梨郡の1300石を分与される。正保4年（1647年）12月25日に小姓組に列し、万治元年（1658年）閏12月19日に進物番となる。寛文2年（1662年）2月15日、水野重勝と共に仙台へ赴いて目付代を務める。寛文3年（1663年）11月25日、使番に転じる。寛文6年（1666年）9月7日、徳島藩を継いだ蜂須賀綱通が幼年のため阿波国に赴いて国政を監視し、寛文9年（1669年）3月28日には関宿城の引き渡し役となり、久世広之に城を引き渡した。寛文11年（1671年）5月6日に仰せにより武蔵国・相模国・上野国・下野国を巡見し、天和元年（1681年）7月12日に越後国高田城に赴いて目付代を務めた。
天和2年（1682年）4月21日、上野国邑楽郡・山田郡・下野国梁田郡で500石を与えられ、合計1800石を領する。貞享元年（1684年）8月21日、職を辞して寄合に列する。元禄6年（1693年）11月20日死去。法名は宗堅。